# Tiutiunnîkî, Ciudniv
Tiutiunnîkî (în ucraineană Тютюнники) este localitatea de reședință a comunei Tiutiunnîkî din raionul Ciudniv, regiunea Jîtomîr, Ucraina.

## Demografie
Componența lingvistică a localității Tiutiunnîkî
     Ucraineană (99,06%)
     Alte limbi (0,93%)
Conform recensământului din 2001, majoritatea populației localității Tiutiunnîkî era vorbitoare de ucraineană (99,06%), existând în minoritate și vorbitori de alte limbi.

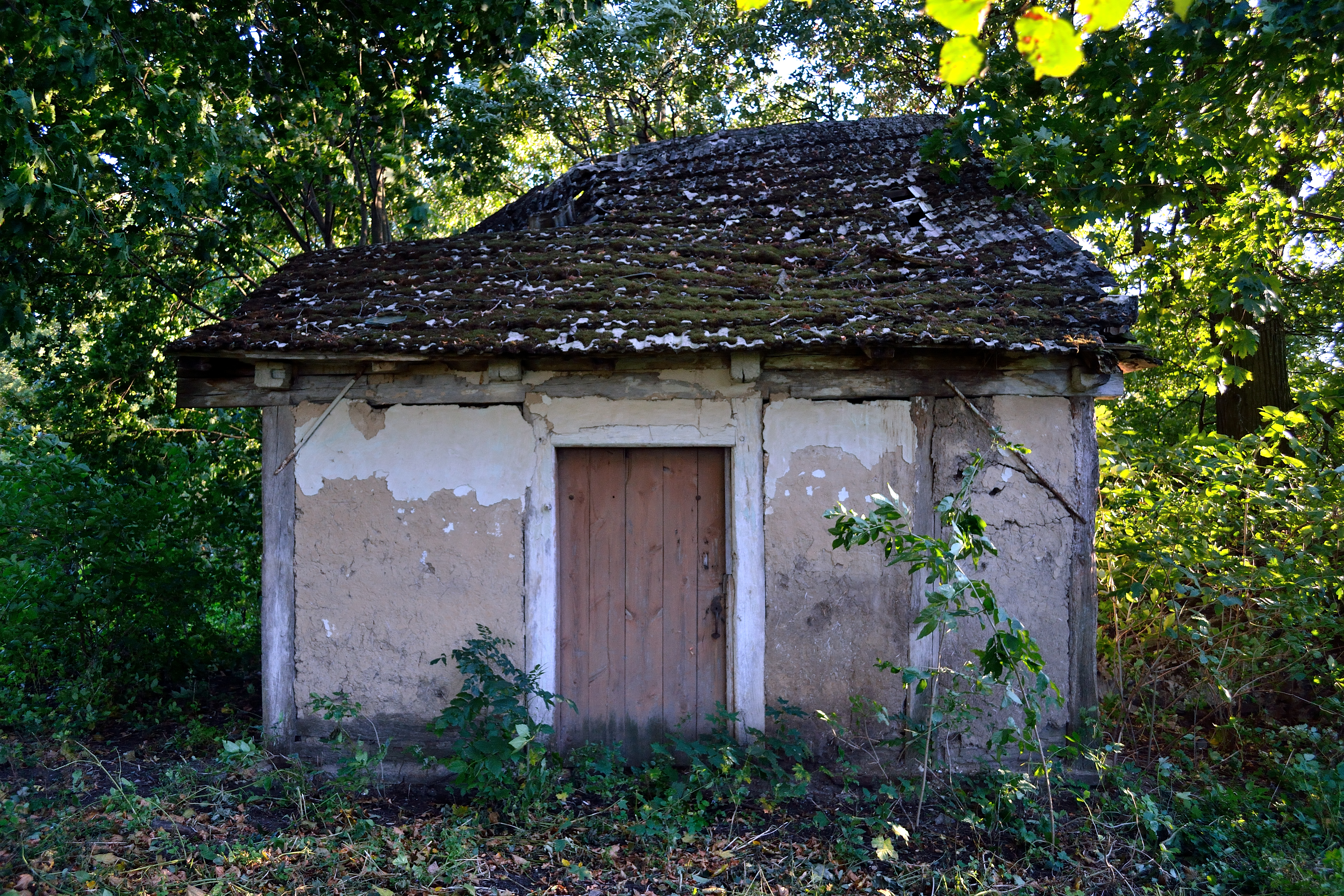
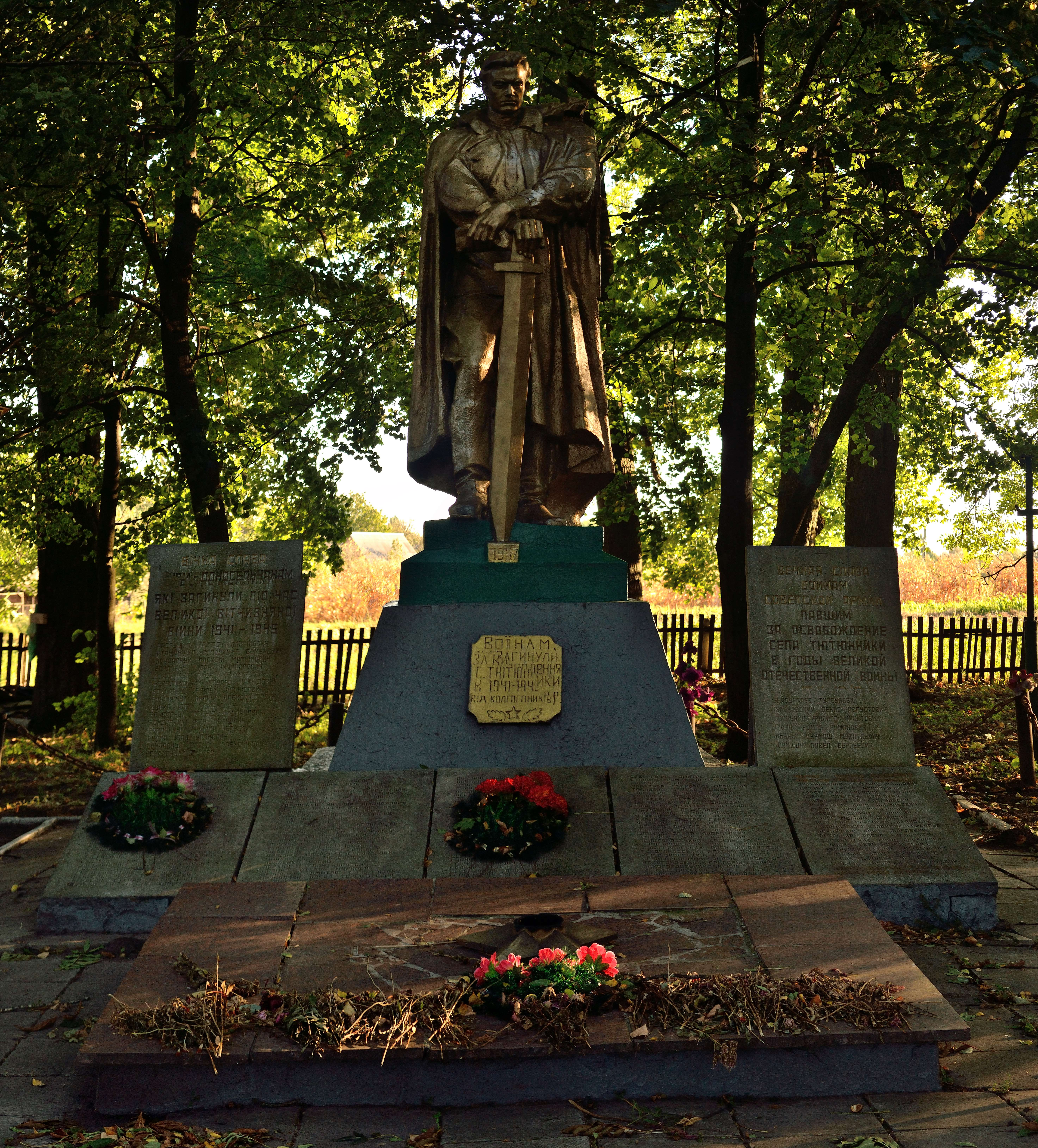
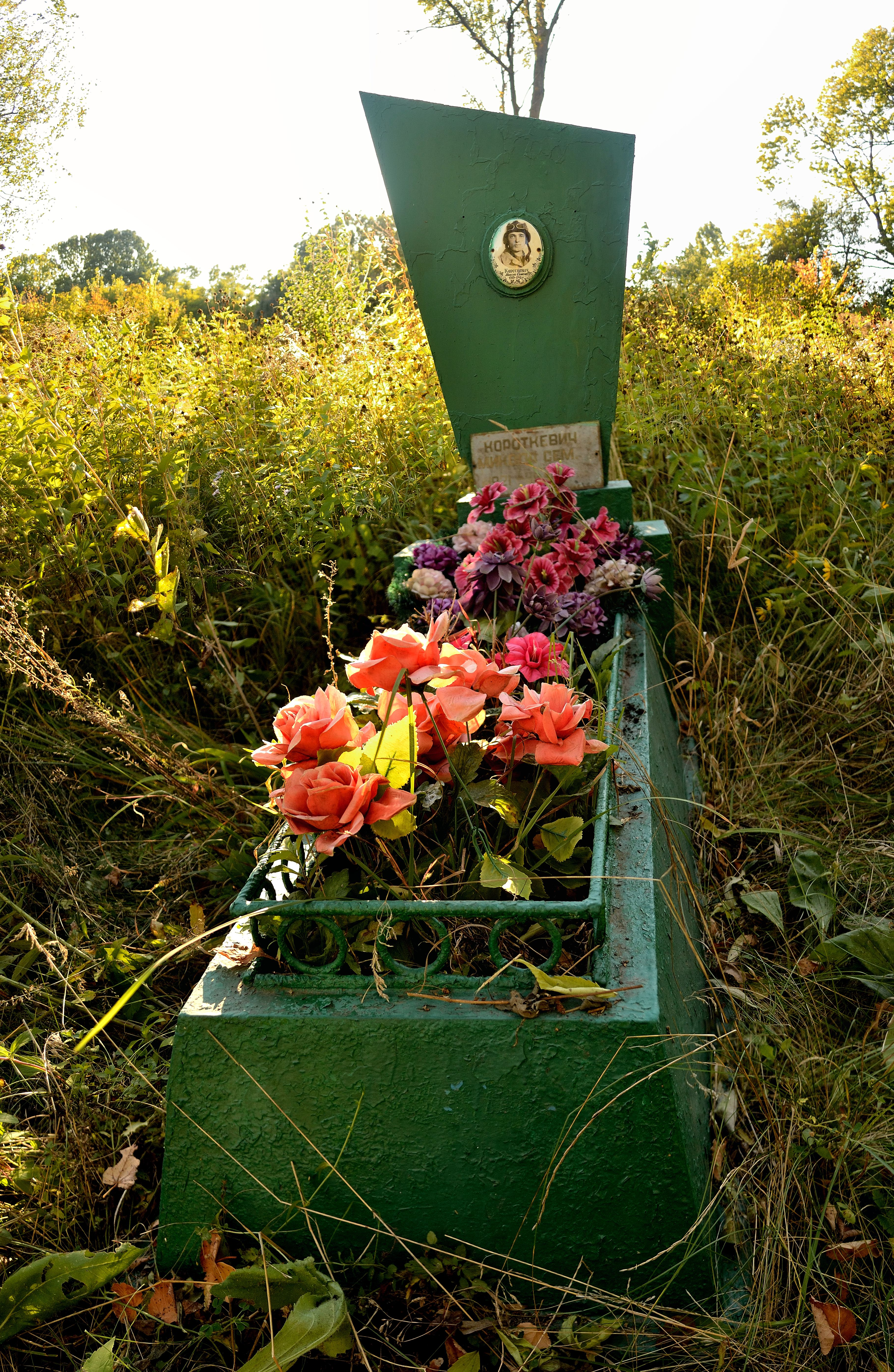